# هیلبرسدورف
هیلبرسدورف (به آلمانی: Hilbersdorf) یک شهر در آلمان است که در گرایتس واقع شده‌است. هیلبرسدورف ۲۳۱ نفر جمعیت دارد.